# Sourcefire
Sourcefire — американська компанія, розробник програмних і технічних засобів забезпечення мережевої безпеки, найвідоміші продукти — система виявлення та запобігання вторгнення Snort і антивірус ClamAV.
Заснована в 2001 році, в 2013 році поглинена Cisco.

## Історія
Компанія заснована в 2001 році Мартином Рьошем (Martin Roesch), творець Snort — продукт з відкритим вихідним кодом, що став фактичним стандартом для систем попередження та виявлення вторгнень. Уже до моменту заснування компанії кількість завантажувань Snort по всьому світу перевищила 3 млн.
У 2005 році компанія за $ 225 мільйонів намагалася придбати фірма Check Point, але угода не відбулася у зв'язку зі протестом від уряду США.
17 серпня 2007 року компанія придбала права на антивірус ClamAV.
23 липня 2013 року Sourcefire була придбана корпорацією Cisco за $ 2,7 млрд.

## Продукти
Історично перший і основний продукт Snort — система виявлення вторгнення з відкритим вихідним кодом. На його основі побудовано комерційне рішення для запобігання вторгненням Sourcefire 3D System, в нього включені наступні компоненти:
- IPS — будується на відкритому механізмі запобігання вторгненням Snort;
- Адаптивний IPS — будується на закритій технології адаптивного запобігання вторгнення;
- Enterprise Threat Management — забезпечує інформацію про атаки в режимі реального часу.
- Також компанії належали права на ClamAV — антивірус з відкритим вихідним кодом.